# Валлангужар
Валлангужар  (фр. Vallangoujard) — муниципалитет во Франции, в регионе Иль-де-Франс, департамент Валь-д'Уаз. Население — 651 человек (2006).
Муниципалитет расположен на расстоянии около 37 км северо-западнее Парижа, 13 км севернее Сержи.

## Демография
Динамика населения (Cassini и INSEE):